# TTCN-3
TTCN-3 (Нотация тестирования и управления тестами версии 3, по-английски: Testing and Test Control Notation version 3) является строго типизированным скриптовым языком, используемым в аттестационном тестировании коммуникационных систем, а также спецификацией интерфейсов тестовой инфраструктуры, позволяющих реализовать связывание абстрактных тестовых скриптов с конкретным коммуникационным окружением. TTCN-3 был разработан в ETSI, и его предшественником является TTCN-2.
Несмотря на то, что оба языка разделяют те же самые фундаментальные принципы, TTCN-3 и TTCN-2 являются двумя разными языками. TTCN-3 характеризуется более простым и удобным синтаксисом, а также наличием стандартизованных интерфейсов адаптации к конкретному тестируемому приложению или протоколу. Скрипты, написанные на TTCN-3, могут импортировать определения типов, заданные на языке ASN.1. ASN.1 поддерживается всеми крупными разработчиками компиляторов TTCN-3.

## Приложения
TTCN-3 использовался при разработке систем тестирования SIP, WiMAX и DSRC.
Организация под названием Open Mobile Alliance недавно приняла стратегию использования TTCN-3 для трансляции некоторых тестовых случаев в своих тестовых спецификациях в исполняемую форму.
Европейский проект AUTOSAR занимается продвижением использования TTCN-3 в автомобильной индустрии.

## Архитектура
Типовая система тестирования на основе TTCN-3 состоит из:
- ядра выполнения тестовых случаев (test execution, TE)
- адаптера тестируемой системы (SUT adapter, SA), реализующего интерфейс TRI-SA и содержащего сетевой код
- адаптера платформы (platform adapter, PA), реализующего интерфейс TRI-PA и ответственного за таймеры и внешние функции
- кодека, реализующего интерфейс TCI-CD
- интерфейса управления тестами, использующего интерфейс TCI-TM

## Терминология
Ниже приведен краткий список технических терминов по тестированию TTCN-3. За основу взяты термины, принятые в русскоязычной технической литературе. 
| англоязычный термин                                       | русскоязычный термин                                                          |
| --------------------------------------------------------- | ----------------------------------------------------------------------------- |
| TTCN-3 core language                                      | ядро языка TTCN-3                                                             |
| message-based communication                               | пакетная коммуникация                                                         |
| procedure-based communication                             | процедурная коммуникация                                                      |
| SUT (system under test)                                   | тестируемая система                                                           |
| IUT (implementation under test)                           | тестируемая реализация                                                        |
| test system                                               | система тестирования, тестирующая система                                     |
| test harness                                              | совокупность программно-аппаратных средств, участвующих в тестировании        |
| adapter                                                   | адаптер                                                                       |
| platform adapter                                          | адаптер платформы                                                             |
| test management                                           | управление тестированием                                                      |
| TTCN-3 executable                                         | исполняемый тест TTCN-3                                                       |
| TTCN-3, Testing and Test Control Notation                 | нотация тестирования и управления тестом                                      |
| TTCN, TTCN-2, Tree and Tabular Combined Notation          | таблично-древовидная комбинированная нотация                                  |
| Conformance Testing Methodology and Framework             | методология и основы аттестационного тестирования                             |
| operational semantics                                     | операционная семантика                                                        |
| TRI, TTCN-3 Runtime Interface                             | интерфейс времени выполнения TTCN-3                                           |
| TCI, TTCN-3 Control Interface                             | интерфейс управления TTCN-3                                                   |
| test execution                                            | блок выполнения тестов                                                        |
| module testing                                            | модульное тестирование                                                        |
| integration testing                                       | интеграционное тестирование                                                   |
| system testing                                            | системное тестирование                                                        |
| (customer) acceptance testing                             | тестирование на соответствие (требованиям заказчика), приемочное тестирование |
| tier                                                      | уровень, звено                                                                |
| regression test                                           | регрессионный тест                                                            |
| sending templates                                         | шаблоны исходящих значений                                                    |
| receiving templates                                       | шаблоны входящих значений                                                     |
| PDU, protocol data unit                                   | протокольный блок данных                                                      |
| ASP, abstract service primitive                           | абстрактный сервисный примитив                                                |
| PCO, point of control and observation                     | точка контроля и наблюдения                                                   |
| behaviour tree                                            | дерево поведения                                                              |
| from clause                                               | конструкция from                                                              |
| test case                                                 | тестовый случай                                                               |
| test suite                                                | тестовый набор, комплект тестов                                               |
| ATS, abstract test suite                                  | абстрактный комплект тестов                                                   |
| ETS, executable test suite                                | исполняемый комплект тестов                                                   |
| test selection                                            | селекция тестов                                                               |
| test parameterization                                     | параметризация тестов                                                         |
| PICS, ICS, Implementation Conformance Statement           | декларация конформности реализации                                            |
| PIXIT, IXIT, Implementation eXtra Information for Testing | дополнительная информация о реализации для тестирования                       |
| abstract test method                                      | абстрактный метод тестирования                                                |
| statement                                                 | утверждение, оператор                                                         |
| test environment                                          | тестовое окружение                                                            |
| test log                                                  | протокол результатов тестирования                                             |
| conformance log                                           | протокол конформности                                                         |
| definition                                                | описание                                                                      |
| declaration                                               | объявление                                                                    |
| persistent object                                         | объект постоянного хранения                                                   |
| persistence                                               | персистентность                                                               |
| conformance                                               | конформность                                                                  |
| conformance testing                                       | аттестационное тестирование                                                   |
| module parameters                                         | параметры тестового набора                                                    |
| message-based                                             | пакетный                                                                      |
| message                                                   | пакет, пакет данных, сообщение                                                |
| preamble                                                  | преамбула                                                                     |
| postamble                                                 | заключение                                                                    |
| scope unit                                                | единица области видимости                                                     |
| control part                                              | секция управления выполнением тестов                                          |
| altstep                                                   | шаг альтернатив                                                               |
| test step                                                 | тестовый шаг                                                                  |
| match                                                     | сравнить, проверить соответствие                                              |
| matching                                                  | сравнение, проверка соответствия                                              |
| alt guard                                                 | хранитель альтернативы, квалификатор альтернативы                             |
| inopportune event                                         | несвоевременное событие                                                       |
| map operation                                             | операция связывания                                                           |
| connect operation                                         | операция соединения                                                           |

- Этот раздел использует материал из статьи "Русскоязычная терминология языка TTCN-3" в OpenTTCN Wiki, распространяемой на условиях лицензии GFDL.

## Внешние ссылки
- Официальный сайт ETSI, посвященный TTCN-3
- Официальный стандарт TTCN-3
- Справочное руководство по языку TTCN-3 Архивная копия от 31 марта 2008 на Wayback Machine
- First TTCN-3 Quick Reference Card